# Бутень (комуна)
Бутень, Бутені (рум. Buteni) — комуна у повіті Арад в Румунії. До складу комуни входять такі села (дані про населення за 2002 рік):
- Беріндія (221 особа)
- Бутень (2135 осіб) — адміністративний центр комуни
- Куєд (776 осіб)
- Пеуліан (340 осіб)

Комуна розташована на відстані 375 км на північний захід від Бухареста, 64 км на схід від Арада, 123 км на південний захід від Клуж-Напоки, 93 км на північний схід від Тімішоари.

## Населення
За даними перепису населення 2002 року у комуні проживали 3472 особи.
Національний склад населення комуни:
| Національність   | Кількість осіб | Відсоток |
| ---------------- | -------------- | -------- |
| румуни           | 3400           | 97,9%    |
| угорці           | 25             | 0,7%     |
| цигани           | 24             | 0,7%     |
| німці            | 11             | 0,3%     |
| росіяни-липовани | 4              | 0,1%     |
| греки            | 3              | 0,1%     |
| словаки          | 2              | 0,1%     |

Рідною мовою назвали:
| Мова      | Кількість осіб | Відсоток |
| --------- | -------------- | -------- |
| румунська | 3419           | 98,5%    |
| угорська  | 26             | 0,7%     |
| циганська | 17             | 0,5%     |
| німецька  | 4              | 0,1%     |
| російська | 4              | 0,1%     |
| грецька   | 1              | < 0,1%   |

Склад населення комуни за віросповіданням:
| Релігія        | Кількість осіб | Відсоток |
| -------------- | -------------- | -------- |
| православні    | 2956           | 85,1%    |
| баптисти       | 313            | 9,0%     |
| п'ятдесятники  | 152            | 4,4%     |
| римо-католики  | 36             | 1,0%     |
| греко-католики | 4              | 0,1%     |
| адвентисти     | 4              | 0,1%     |
| реформати      | 3              | 0,1%     |
| мусульмани     | 1              | < 0,1%   |